# Internationale Einheit
Die Internationale Einheit (Abkürzung IE oder I. E.; englisch international unit, IU oder U) ist eine Maßeinheit für die Wirkung (und nicht für z. B. die Stoffmenge oder die Masse) einer medizinisch verwendeten Substanz, d. h. eines Stoffes oder eines medizinischen Präparates. Ein Messergebnis wird in einem Verhältnis zur Wirkung eines Referenzstandards ausgedrückt; dieses Verhältnis ist die Zahl der IE.
Gebräuchlich ist die internationale Einheit bei biologisch aktiven und komplexen Stoffen wie z. B.
- Hormonen
- Antibiotika
- Impfstoffen
- Blutprodukten
- immunologischen Präparaten
- einigen Vitaminen.

Verschiedene Formen oder Zubereitungen ein und desselben Stoffes werden durch die Angabe der internationalen Einheiten hinsichtlich ihrer biologischen Wirkungen vergleichbar. Für jeden Stoff sind die Verhältnisse zwischen internationalen Einheiten und Masse bzw. zwischen internationalen Einheiten und Stoffmenge anders.
Die internationale Einheit ist nicht Bestandteil des internationalen Einheitensystems (SI-Einheiten) und auch keine physikalische Einheit in diesem Sinne.

## Hintergrund
Am Beispiel der antimikrobiellen Wirkstoffe lässt sich die Verwendung der biologischen Aktivität anstelle der Menge eines Stoffes zur Messung seiner Wirkstärke erklären: Die ersten antibiotischen Wirkstoffe (insbesondere Penicilline) waren Isolate aus Pilzkulturen, die bei gleicher Substanzmenge teilweise sehr unterschiedlich wirksam waren. Da jedoch die Wirksamkeit einer bestimmten Substanz die entscheidende Größe für ihren Einsatz in der Therapie war, wurden mikrobiologische Wertbestimmungsverfahren eingeführt.
Teilweise setzen sich die Massenangaben, bedingt durch verbesserte chemische Analysenverfahren, gegenüber der Angabe einer biologischen Aktivität durch, oder beide werden verwendet.

## Referenzstandards
Referenzstandardpräparationen für Wirkstoffe, deren Aktivität über eine mikrobiologische Gehaltsbestimmung definiert wird, findet man in der WHO International Biological Reference Preparations der Weltgesundheitsorganisation.
Ebenfalls gibt es Standards beim Europäischen Direktorat für die Qualität von Arzneimitteln (EDQM).

## Beispiele
- Hormone

1 IE Humaninsulin ≙ 34,7 µg
- Antibiotika

1 IE Amphotericin B ≙ 1,064 µg {\displaystyle \Leftrightarrow } 940 IE Amphotericin B ≙ 1 mg
- Vitamine[3]

1 IE Vitamin A ≙ 0,3 µg Retinol ≙ 0,6 µg Beta-Carotin
1 IE Vitamin D3 ≙ 0,025 µg Vitamin D3 ≙ 65,0 pmol Vitamin D3
1 IE Vitamin E ≙ 910 µg DL-α-Tocopherol ≙ 670 µg D-α-Tocopherol ≙ 1 mg DL-α-Tocopherolacetat

## Abgrenzung
Die internationale Einheit entspricht der international unit (IU) im Englischen und der unité internationale (UI) im Französischen. Aufgrund der Mehrdeutigkeit des Wortes Unit bzw. des Symbols U kann es zu Verwechslungen kommen, z. B. mit der Enzymeinheit (U).